# Carrer del Carme (Vilassar de Mar)
El Carrer del Carme és un carrer del municipi de Vilassar de Mar (Maresme) que forma part en el seu conjunt de l'Inventari del Patrimoni Arquitectònic de Catalunya.

## Descripció
El carrer del Carme és un dels més interessants de Vilassar de Mar degut a la disposició que presenten els seus elements arquitectònics: les cases a la banda del carrer i els jardins o patis a l'altra. Aquesta tipologia és típica d'alguns pobles del Maresme i es troba aquí perfectament conservada. Algun d'aquests patis s'ha convertit en un pas de vianants, per tant en un espai públic. La majoria dels patis estan tancats amb reixes de ferro i estan situats perpendicularment a la riera. Alguns són de llargada considerable, que fou limitada en una reforma del 1918-20 en què es reduïren els patis per a construir les parets actuals de la Riera i realitzar el Passeig dels Pins. El carrer de Sant Roc presenta les mateixes característiques encara s'han construït nous edificis en molts dels patis.